# Courcelles-lès-Montbéliard
 Courcelles-lès-Montbéliard  es una población y comuna francesa, en la región de Franco Condado, departamento de Doubs, en el distrito de Montbéliard y cantón de Audincourt.
Perteneció al Condado de Montbéliard, que fue incorporado a Francia en 1793.

## Demografía
| 905 | 1009 | 1131 | 1064 | 1025 | 1015 |
| Para los censos de 1962 a 1999 la población legal corresponde a la población sin duplicidades (Fuente: INSEE [Consultar]) |      |      |      |      |      |